# Заветы (посёлок)
Заветы — бывший посёлок в Нестеровском районе Калининградской области России. 

## Расположение
Располагается в 10 км северо-западнее Нестерова. Находится на территории Илюшинского сельского поселения. Является частью посёлка Фурмановка.

## История
До XVI века места были не заселены, и по соглашению между Тевтонским орденом и Литвой здесь проходила пограничная линия. Первыми поселенцами явились подданные герцога Пруссии Альбрехта и назвали деревню Kattow, позже «Kattenau». Затем деревня переходила от владельца к владельцу, пока в 1945 году не перешла к Советскому Союзу. К 2013 году деревня является частью посёлка Фурмановка.